# 德國聯邦國防部警衛營
瓦赫營（全称：Wachbataillon beim Bundesministerium der Verteidigung 單位簡稱：WachBtl BMVg，意思為：联邦国防部警卫营）是德国联邦国防军的仪仗队。 瓦赫營约有 1,000 名士兵驻扎在柏林。它由七个現役连队组成（见下面的列表），隶属于德国联邦国防军的基礎軍 （联合军种支援司令部）。 
瓦赫營的士兵经常称自己为Protter或Protokollsoldaten ，意思是礼仪士兵。

## 使命

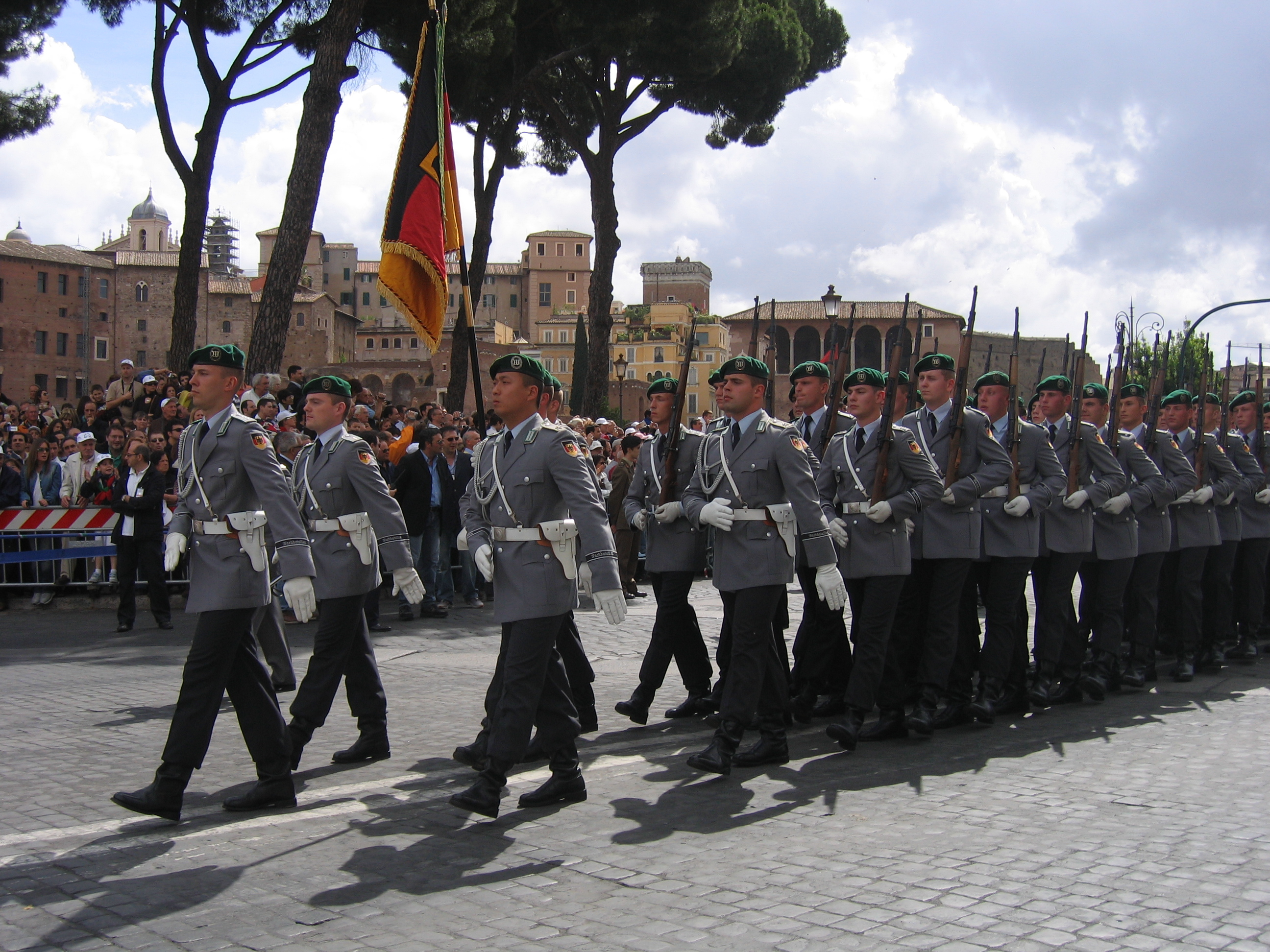
德国瓦赫營士兵在罗马举行阅兵式

瓦赫營的主要任务是在国事访问等重要场合为德国总统、德国总理、联邦国防部长和联邦国防军监察长進行军事礼仪的職務。
瓦赫營在特殊场合执行Großer Zapfenstreich （“火炬遊行”）（例如 2005 年 10 月 26 日晚在柏林国会大厦前举行的联邦国防军成立 50 周年纪念日）或参加诸如宣誓仪式之类的活动联邦国防军的仪式、游行、国葬、大型紀念活動和表演，其训练队是该营训练有素的特种部队。
次要任务是在国防部和其他备受瞩目的公共场所履行（礼仪）警卫职责，并保护和警卫德国政府和国防部的成员。
另一个次要任务是与联邦警察部队一起确保和保卫德国联邦政府的备用席位。因此，瓦赫營的所有士兵都接受步兵训练，并在履行礼宾职责之外定期在军事训练区(Truppenübungsplatz) 进行演习。

## 招聘

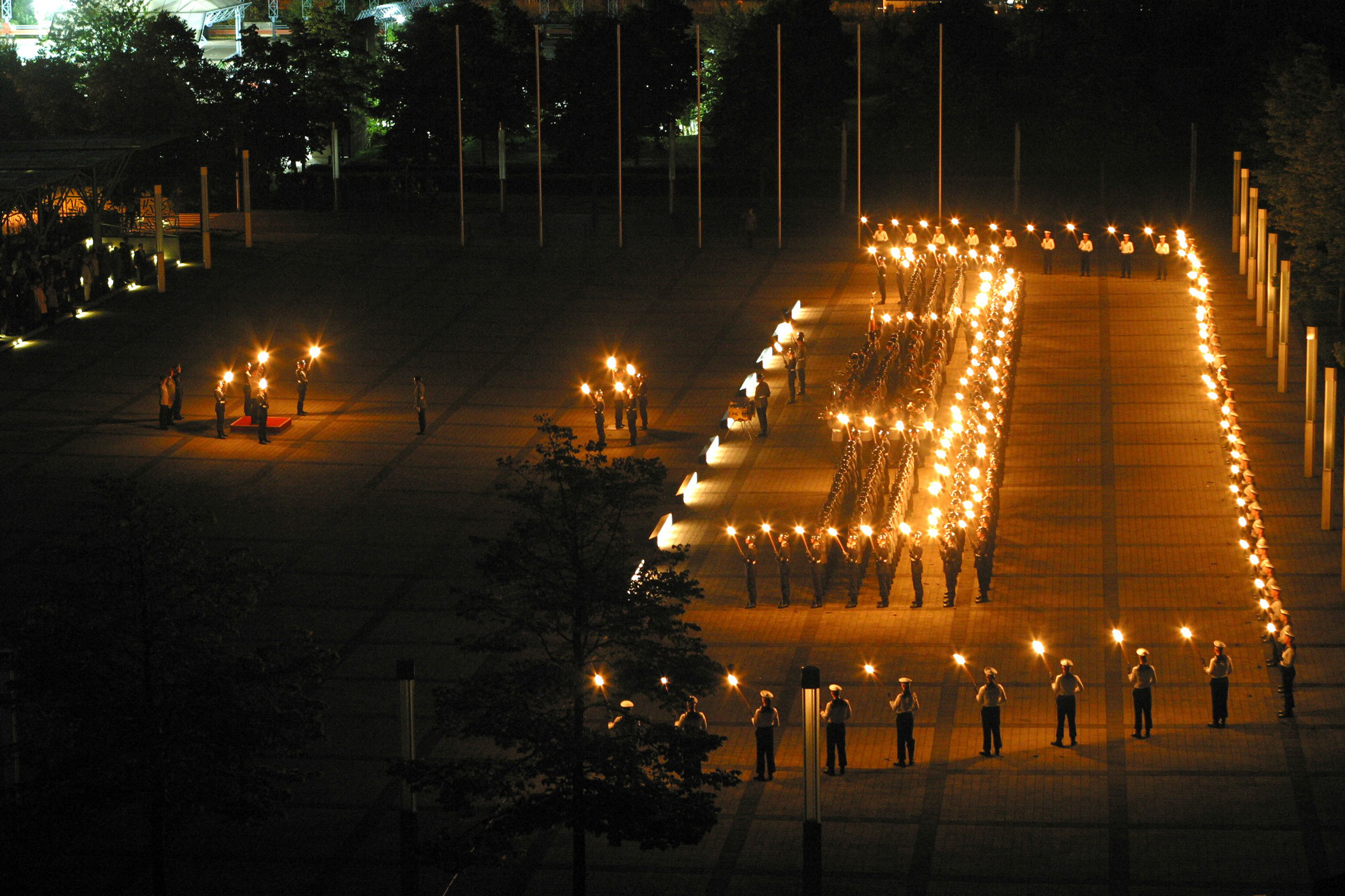
正在执行火炬遊行（Großer Zapfenstreich）的瓦赫營成員。

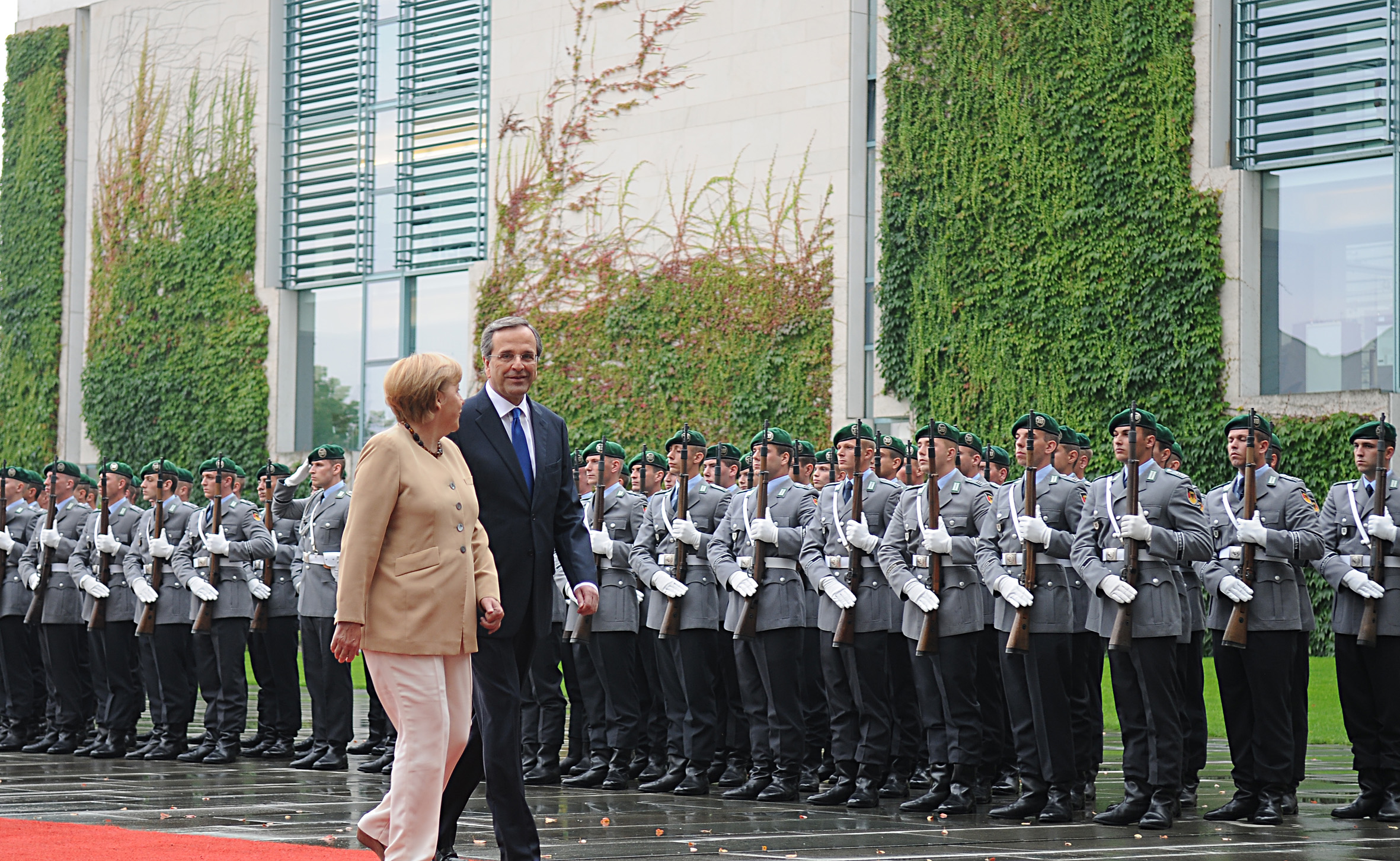
2012 年 8 月 24 日，穿着陆军制服的瓦赫营士兵为德国总理安格拉·默克尔和希腊总理安东尼斯·萨马拉斯执行军事仪式。

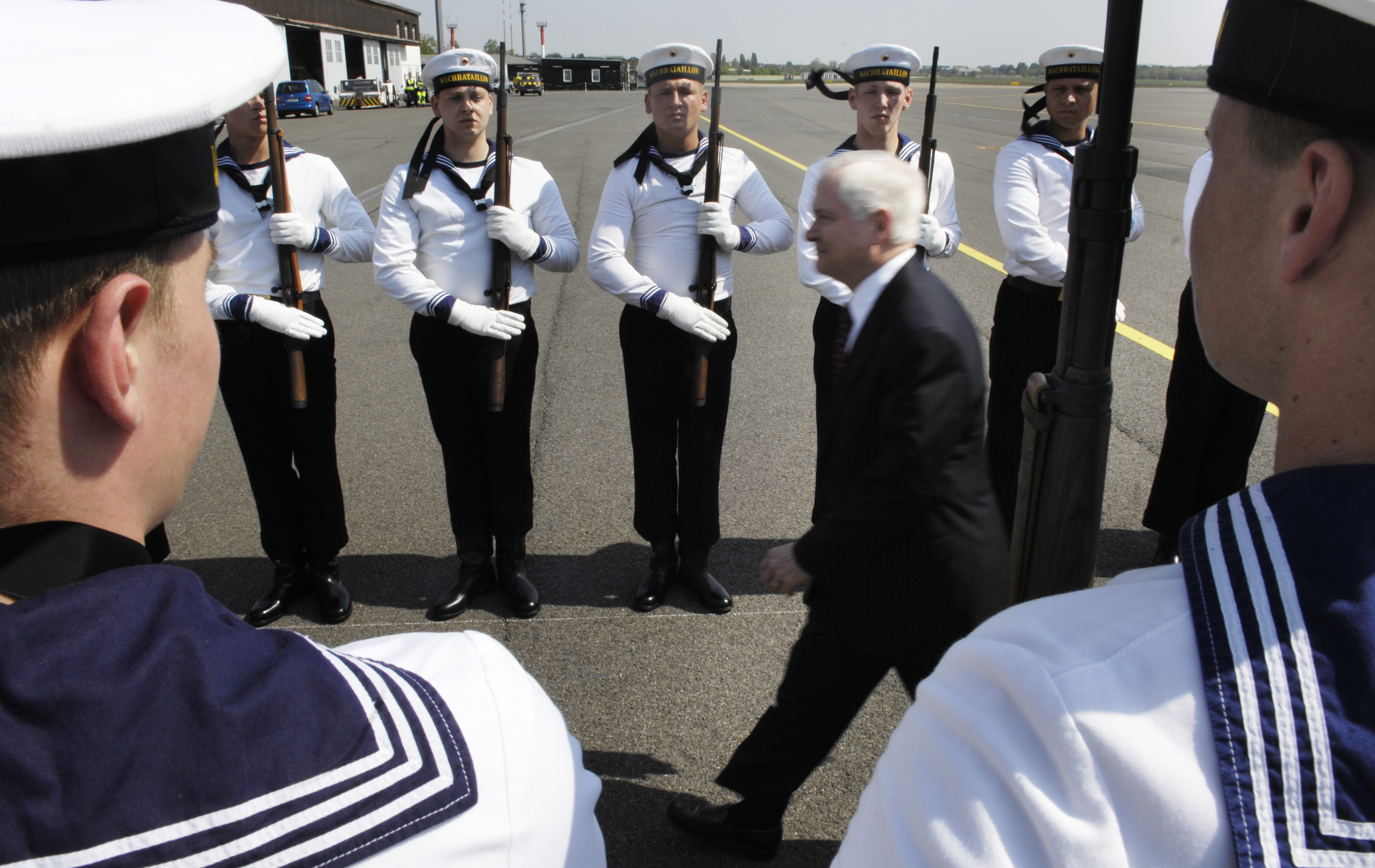
2007 年 4 月 25 日，身着海军制服的瓦赫营士兵迎接美国国防部长罗伯特·盖茨抵达柏林。

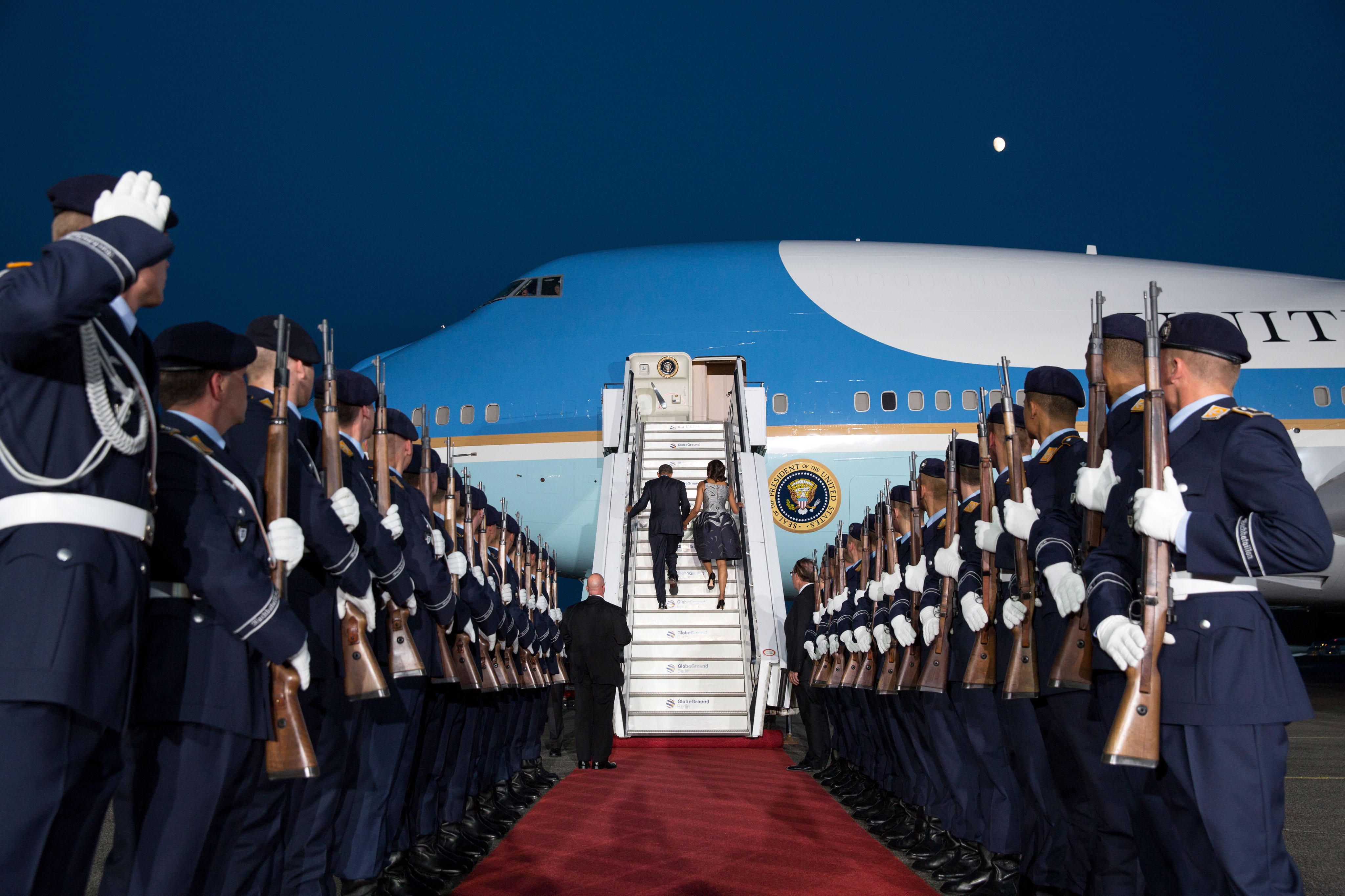
2013 年 6 月 19 日，美国总统巴拉克·奥巴马(Barack Obama)和米歇尔·奥巴马(Michelle Obama)在结束对德国的访问后登上空军一号，身着空军制服的瓦赫營人员在他们登机时執行軍禮職務。

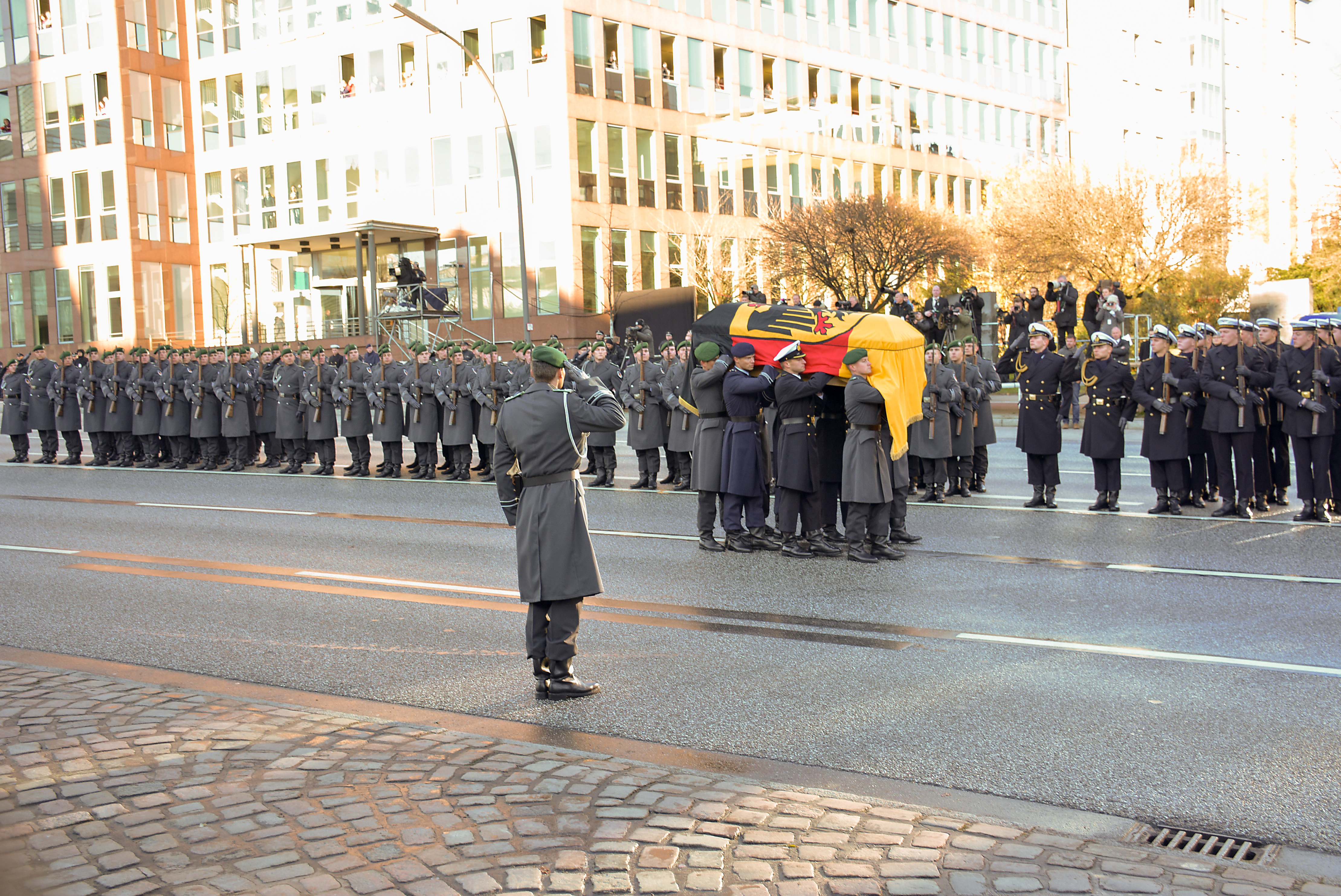
执行軍禮（Großes Ehrengeleit）的瓦赫營人员，攝於2015 年 11 月 23 日，西德前总理赫尔穆特·施密特的国葬。

直到最近，瓦赫營仍只允许身高1.79（5英尺10英寸）到1.93（6英尺4英寸）公分，视力和体重正常，总体健康状况良好的人員加入。步兵营人员（特别是礼宾兵）仍然不允许留胡须、戴眼镜或体重超标（ ）。这些在内部被称为“三禁 B”。

## 结构
瓦赫營驻扎在柏林市中心的朱利叶斯·莱伯兵营。自 2001 年起，瓦赫營成为基礎軍的一部分。该营分为七个现役连（其中四个仪仗连）和两个非现役军事预备连。

### 瓦赫營旗下連隊列表
| 連隊             | 职责               | 軍種                |
| ---------------- | ------------------ | ------------------- |
| 1. /WachBtl BMVg | 參謀暨後勤連隊     | 陸军                |
| 2. /WachBtl BMVg | 儀仗暨安全連隊     | 陸军：猎兵部队      |
| 3. /WachBtl BMVg | 儀仗暨安全連隊     | 陸军：猎兵部队      |
| 4. /WachBtl BMVg | 儀仗暨安全連隊     | 海军                |
| 5. /WachBtl BMVg | 儀仗暨安全連隊     | 空军                |
| 6. /WachBtl BMVg | 安全連隊           | 陸军：猎兵部队      |
| 7. /WachBtl BMVg | 军事训练連隊       | 陸军：猎兵部队      |
| 8. /WachBtl BMVg | 安全連隊（預備役） | 陸军： 獵兵士官人员 |
| 9. /WachBtl BMVg | 安全連隊（預備役） | 陸军： 獵兵士官人员 |

## 察看其他
- 普魯士第一步兵衛隊（前身）
- 纳粹德国党卫军
- 中国北京卫戍区仪仗营
- 法国共和国卫队